# 库图佐夫站 (莫斯科中央环线)
庫圖佐夫站（羅馬化：Kutuzovskaya）是莫斯科地鐵莫斯科中央環線的一個車站，2016年9月啟用。

## 名稱
原名庫圖佐沃，但為了與莫斯科地鐵菲利線庫圖佐夫站呼應而改名。

## 轉乘
乘客可以免費出站轉乘菲利線庫圖佐夫站。此站亦可免費轉乘加里宁-松采沃线勝利公園站，但距離超過一公里。

## 圖片

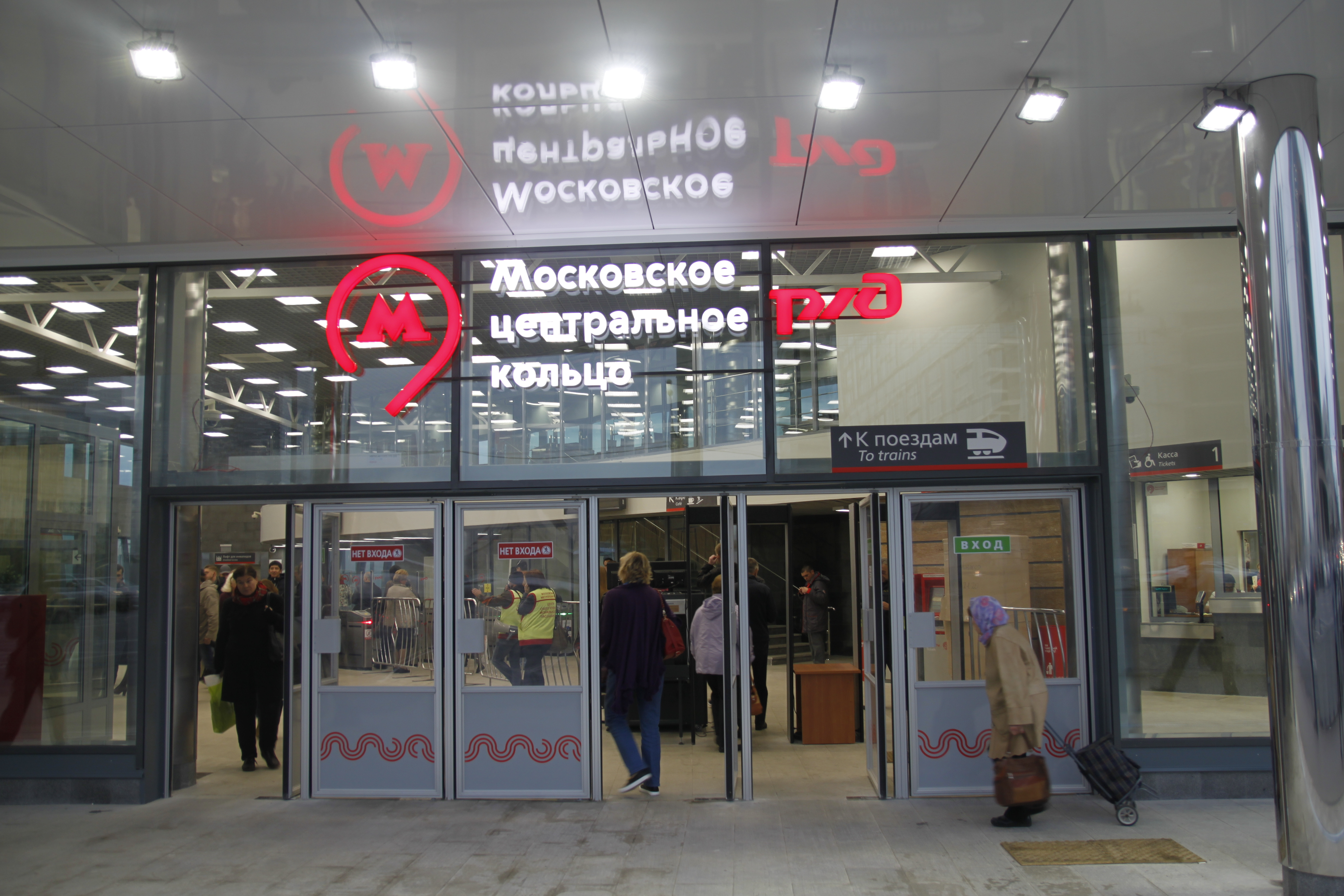
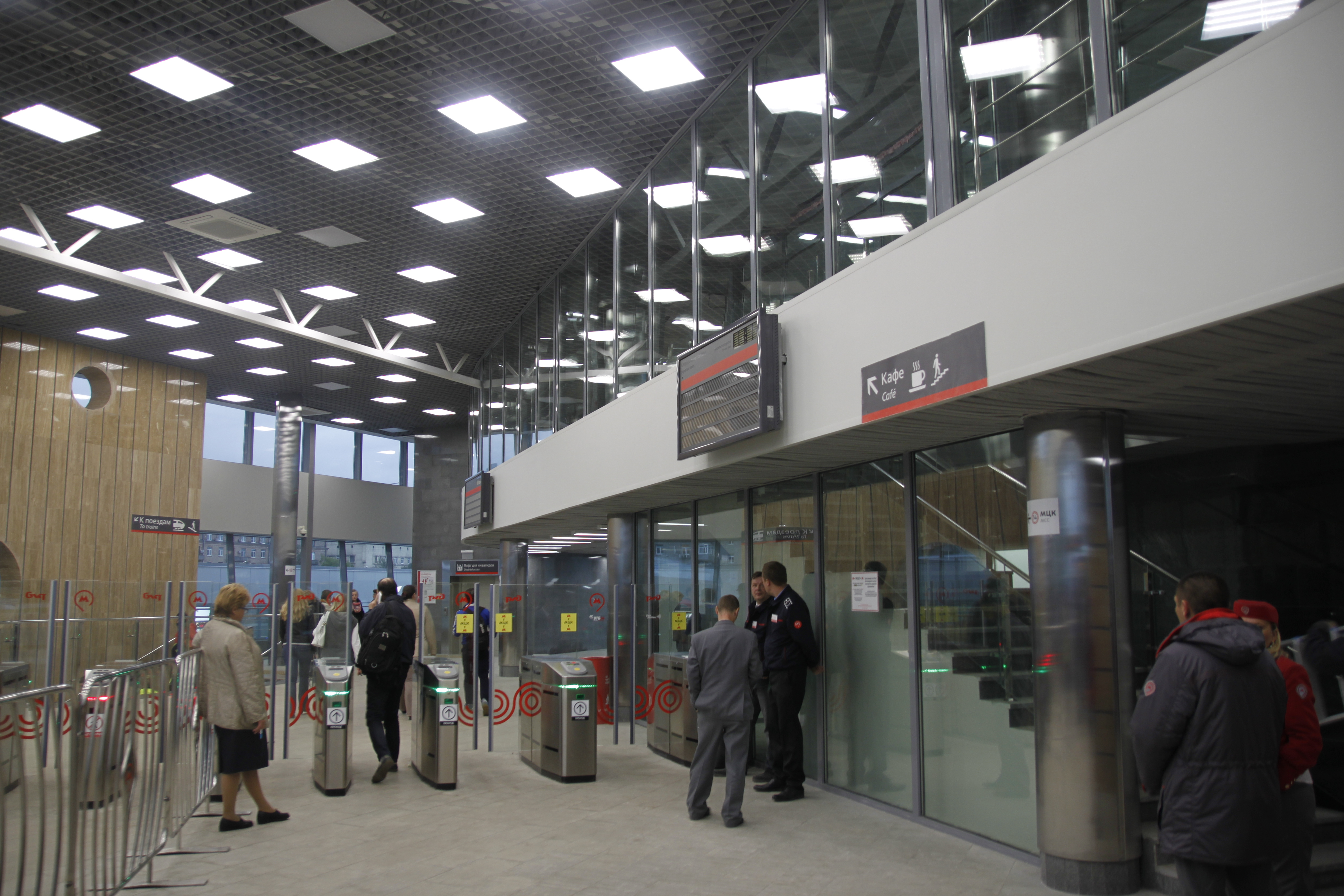
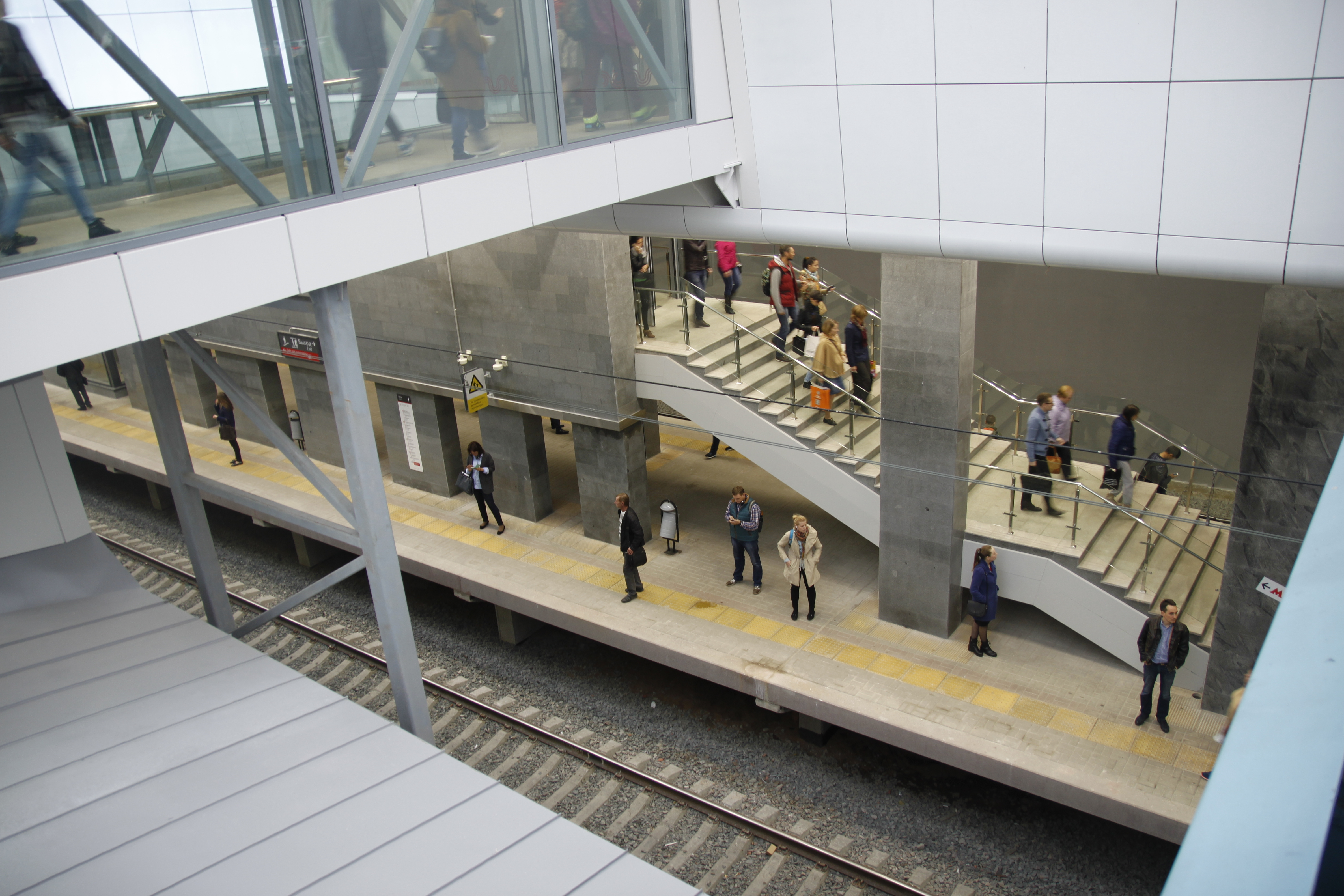
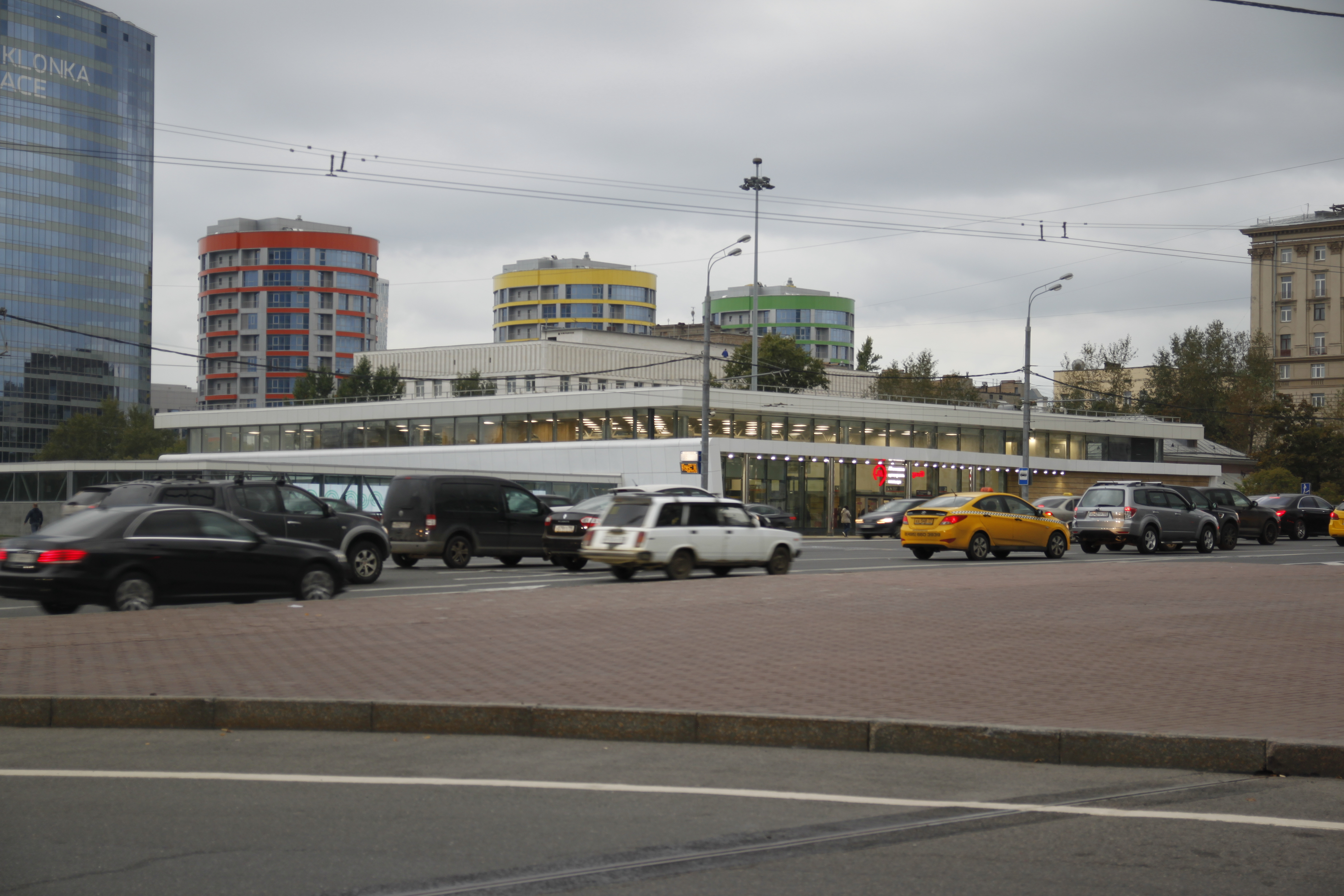

## 外部連結
- 维基共享资源上的相關多媒體資源：库图佐夫站
- (untitled)mkzd.ru